# Ґаврони (Сьремський повіт)
Ґаврони (пол. Gawrony) — село в Польщі, у гміні Дольськ Сьремського повіту Великопольського воєводства.
У 1975-1998 роках село належало до Познанського воєводства.